# Secretaria do Patrimônio da União
A Secretaria do Patrimônio da União (SPU) é um órgão vinculado ao Ministério da Gestão e Inovação em Serviços Públicos, responsável pela administração, gestão, regularização e conservação do patrimônio imobiliário e territorial da União (Serviços e Informações do Brasil).

### História
A SPU tem raízes no século XIX, com a criação da “Repartição Geral das Terras Públicas” em 1854, vinculada à regulamentação da Lei de Terras de 1850. Desde então, passou por diversas reestruturações — nos períodos imperial, republicano, varguista e contemporâneo — até se consolidar como parte da estrutura ministerial federal atual (Wikipédia).

### Competências e atribuições
Conforme a regulamentação oficial, cabe à SPU:
- Administrar e conservar o patrimônio imobiliário da União;
- Assegurar a regularidade dominial dos bens públicos federais;
- Celebrar contratos (aquisição, alienação, locação, arrendamento, concessão, doação etc.) com força de escritura pública, cuidando do devido registro em cartórios;
- Fiscalizar imóveis utilizados por órgãos públicos;
- Incorporar bens ao patrimônio da União;
- Formular e implementar a Política Nacional de Gestão do Patrimônio da União e apoiar a gestão patrimonial de autarquias e fundações;   -Integrar tal política com programas de desenvolvimento sustentável (Serviços e Informações do Brasil, Serviços e Informações do Brasil).

### Estrutura
A estrutura interna da SPU é composta por departamentos técnicos especializados:
- Departamento de Receitas Patrimoniais – gerencia arrecadação e cobrança de créditos relativos ao patrimônio (Serviços e Informações do Brasil).
- Departamento de Caracterização e Incorporação de Imóveis – responsável pelo cadastramento, avaliação e incorporação de bens imóveis (Serviços e Informações do Brasil).
- Departamento de Destinação de Imóveis – elabora estudos sobre uso, vocação e destinação de imóveis, apoiando políticas públicas como habitação social e regularização fundiária (Serviços e Informações do Brasil).
- Departamento de Modernização e Inovação – promove a transformação digital, geoinformação e governança de TI (Serviços e Informações do Brasil).
- Departamento de Assuntos Administrativos e Supervisão de Unidades Descentralizadas – cuida de governança, orçamento e gestão administrativa das unidades regionais (Serviços e Informações do Brasil).

Além desses, há Superintendências Regionais distribuídas por todos os estados e no Distrito Federal, responsáveis pela execução local das políticas e serviços.

### Áreas de atuação
- Autorização da ocupação e uso de imóveis públicos federais;
- Diretrizes para alienação, cessão (gratuita ou onerosa), doação e concessões de direito real de uso;
- Gestão de terrenos de marinha, praias marítimas e fluviais;
- Controle dos bens de uso comum;
- Apoio à regularização fundiária, titulação de comunidades tradicionais e estímulo ao desenvolvimento local (Wikipédia, Serviços e Informações do Brasil, Serviços e Informações do Brasil).

### Programas e iniciativas
Entre as iniciativas destacam-se:
- “Imóvel da Gente” – uso de imóveis da União para habitação, equipamentos públicos e políticas sociais (Wikipédia, Serviços e Informações do Brasil).
- Modernização dos serviços – ênfase na digitalização, transparência e atendimento ao cidadão, com acesso a certidões, deliberações, débitos e regularização online (Wikipédia).

### Transparência e atendimento
A SPU dispõe de:
- Portal de serviços digitais com emissão de certidões, consulta de débitos, ficha cadastral, geoinformação etc.;
- Canais de atendimento ao cidadão, incluindo ouvidoria e Sistema de Informação ao Cidadão (SIC);
- Mecanismos de transparência: acesso a dados sobre arrecadação patrimonial, atos administrativos, imóveis funcionais e contratos (Serviços e Informações do Brasil, Wikipédia).

### Legislação e base normativa
Fundamenta-se em decretos, portarias e políticas federais que regulamentam a gestão do patrimônio público, com atuantes departamentais, superintendências e unidade central.